# Operophtera nana
Operophtera nana là một loài bướm đêm trong họ Geometridae.